# Hubertson Pauletta
Hubertson Pauletta (ur. 3 czerwca 1989 w Willemstad) – piłkarz z Curaçao grający na pozycji obrońcy, reprezentant swojego kraju. Obecnie pozostaje bez klubu, ostatnim zespołem, który reprezentował był Sportclub Feyenoord - amatorska drużyna rezerw Feyenoordu.